# نگین معتضدی
نگین معتضدی (زادهٔ ۳ مهر ۱۳۶۴) بازیگر سینما، تئاتر و تلویزیون است. او در سریال ویلای من به کارگردانی مهران مدیری شناخته شد و در سریال‌های گذر از رنج‌ها، تکیه بر باد و شاید برای شما هم اتفاق بیفتد و همچنین اپیزود چهارگاه سریال روزهای بهتر ایفای نقش داشت. او در برنامه دورهمی مهران مدیری به عنوان مهمان حضور داشت. طلا معتضدی خواهر وی در عرصهٔ نویسندگی فعالیت دارد.

## آثار

### سینما
- سپید و سیاه (قاسم جعفری - ۱۳۸۸)
- خیابان یک‌طرفه (اسماعیل فلاح‌پور - ۱۳۹۰)
- شیرین قناری بود (داوود توحیدپرست - ۱۳۹۰)
- به خاطر مهدی (۱۳۹۰)
- بی‌عنوان (۱۳۹۱)
- دزد و پری (حسین قناعت - ۱۳۹۳)
- زندگی در دست تعمیر[۱۰] (سیدمحسن میرحسینی - ۱۳۹۴)
- موقعیت خطرناک یک شهروند[۱۱] (سیدمحسن میرحسینی - ۱۳۹۴)
- فقط شاگرد اول (۱۳۹۳)
- لاله‌های واژگون (احمد عبدالهیان - ۱۳۹۴)
- همه چی عادیه (محسن دامادی - ۱۳۹۵)
- ساعت ۵ عصر (مهران مدیری - ۱۳۹۵)
- دم‌سرخ‌ها (آرش معیریان - ۱۳۹۶)
- دزد شاعر (علی رضوی - ۱۳۹۹)

### مجموعه تلویزیونی
- تکیه بر باد (۱۳۹۱) شبکه پنج
- شاید برای شما هم اتفاق بیفتد (۱۳۹۲) شبکه پنج
- مثل من، مثل تو (۱۳۹۳)
- گذر از رنج‌ها (فریدون حسن پور - ۱۳۹۳) شبکه یک
- کشیک قلب (حسین مهکام - ۱۳۹۵)شبکه یک
- شهرک جیم (علی شب خیز - ۱۳۹۵) شبکه سه[۱۲]
- روزهای بهتر (۱۳۹۵) شبکه یک
- سارق روح (۱۳۹۶) شبکه پنج
- کوبار (فریدون حسن پور - ۱۳۹۷) شبکه دو
- زیر همکف (۱۳۹۸) شبکه یک
- زندگی شگفت‌انگیز است (۱۳۹۸) شبکه دو
- راز ناتمام (۱۴۰۱) شبکه یک

### مجموعه نمایش خانگی
- ویلای من (مهران مدیری - ۱۳۹۱)
- شوخی کردم (مهران مدیری - ۱۳۹۲)
- ابله (کمال تبریزی - ۱۳۹۳)
- شام ایرانی (سعید ابوطالب - ۱۳۹۹)
- دیو و ماه‌پیشونی (حسین قناعت - ۱۴۰۱)
- اسکار (مجموعه نمایش خانگی) (مهران مدیری - ۱۴۰۲)
- دیو و ماه‌پیشونی۲ (حسین قناعت - ۱۴۰۳)